# Вінтерів закон
Ві́нтерів зако́н — фонетичний закон у балтійських і слов'янських мовах, що його 1976 року відкрив В. Вінтер (стаття вийшла 1978 року). Суть закону полягає в тім, що «праіндоєвропейську послідовність „коротка голосівка + дзвінка змична приголосна“ відображено „подовженою акутованою голосівкою + дзвінкою змичною“ в балто-слов'янській мові, у той час як праіндоєвропейську послідовність „коротка голосівка + дзвінка придихова змична“ відображено „короткою голосівкою + дзвінкою змичною приголосною“». Даний закон не пояснює, чому утворилася саме акутована голосівка, а не циркумфлексована.
Матасовичеву гіпотезу, що дію Вінтерового закону обмежував відкритий склад, не підтверджують матеріали.

## Суть
Закон діяв здебільшого в закритому складі:
- пра-і.є. *sed- > прасл. *sēdtĕi̯ >… укр. сісти, лит. sésti;
- пра-і.є. *ed- > прасл. *ēdtĕi̯ >… укр. їсти;
- пра-і.є. *beg- > прасл. *bēgtĕi̯ >… укр. бігти, лит. bėgimas «біг»;
- пра-і.є. *pod- > прасл. *pōdtĕi̯ >… укр. пáсти.
- пра-і.є. *pedóm >… латис. pēda;
- пра-і.є. *dodʕu̯mí >… латис. duômu.

Інколи дія Вінтерового закону поширювалася й на відкриті склади. Щоб це пояснити, Р. Матасович припустив, що на час дії закону такі слова ще містили ларингали, які вплинули на зміну:
- *nogwHos > прасл. *nōgos >… укр. нагий, лит. núogas;
- *e-ĝh2om > прасл. *ēzъ >… укр. я;
- *e-dh3-o- > прасл. *ēdъ >… укр. яд;
- *h2wodh2ṛ > прасл. *wōdō >… укр. вада.

### Винятки
Якщо слово містило в собі сполуки -*ndn- або -*ngn-, то подовження голосного не відбувалося:
- пра-і.є. *wundnos >… прасл. *voda >… укр. вода;
- пра-і.є. *ṇgʷnis > прасл. *ungnis >… укр. вогонь.

Для слова ходъ > хід Ф. Кортланд припустив, що воно містило сполуку -*zd-, яка стримувала дію закону:
- пра-і.є. *sizd- >… прасл. *xodъ >… укр. хід.

### Відносна хронологія
Вінтерів закон діяв після втрати кінцевих приголосних, адже в такій позиції його рефлексів немає:
- пра-і.є. *tod > прасл. *to > *to >… укр. те / то.

Діяв до збігу приголосних *b, *d, *g, *gw з *bh, *dh, *gh, *gwh і до злиття в спільнослов'янській мові *ō > [а].

### Значення
По-перше, Вінтерів закон пояснив різницю між рефлексами *b, *d, *g, *gw, перед якими закон діяв, і *bh, *dh, *gh, *gwh, перед якими не було жодного ефекту. По-друге, було роз'яснено різницю рефлексів між *а та *о: перше подовжилося в *ā (> лит. [о], латис. [ā], укр. [а]), а друге в *ō (> лит. [uо] = латис. [uо], але укр. [а]). Тобто *ā та *ō злилися в слов'янських мовах в одну фонему [а].
Акут у слові за Вінтеровим законом є ключовим аргументом на користь глотальної теорії.